# Skúfur
Skúfur är en kulle i republiken Island. Den ligger i regionen Norðurland vestra, 200 km norr om huvudstaden Reykjavík. Toppen på Skúfur är 470 meter över havet.
Trakten runt Skúfur är nära nog obefolkad, med mindre än två invånare per kvadratkilometer. Närmaste större samhälle är Blönduós, omkring 15 kilometer sydväst om Skúfur. Trakten runt Skúfur består i huvudsak av gräsmarker.